# Urban contemporary
Urban contemporary, também conhecido como pop urban ou simplesmente urban, é um formato de rádio para a música popular que pode ser definida como canções feitas por artistas de rhythm and blues ou soul nas décadas de 1980 e 1990.
O formato teve seu início como um formato projetado pelas estações de rádio americanas para ter maior atrativo com os anunciantes, que achavam que a black radio da época, as rádios direcionadas especialmente à comunidade negra, não atingiam um público grande o bastante para eles. O termo urban contemporary foi cunhado pelo DJ nova-iorquino Frankie Crocker, no meio da década de 1970. As estações de rádio especializadas em urban contemporary costumam tocar playlists totalmente compostas por hip hop/rap, R&B contemporâneo e, ocasionalmente, música caribenha, reggae e reggaeton. O urban contemporary se desenvolveu através das características de formatos como o R&B e o soul. O termo vem sendo cada vez mais associado com a música negra e latina.
Estudos mostraram que, apesar do marketing destas estações se concentraram primariamente em ouvintes negros entre as idades de 18 a 34 anos, cerca de 75% dos seus ouvintes são brancos Há também uma grande quantidade de ouvintes asiáticos e de origem hispânica. Certas estações de urban contemporary também tocam ocasionalmente clássicos do soul, das décadas de 1970 e 80.
Musicalmente, o formato surgiu como uma resposta ao declínio da popularidade da música disco, no fim dos anos 70. As rádios direcionadas ao público negro americano criaram dois formatos novos, praticamente idênticos, o retronuevo e o quiet storm (esta recebeu o nome de um sucesso de Smokey Robinson); ambos caracterizavam-se por um enfoque musical sutil e suave, que parecia evocar a tradição de baladas do rhythm and blues. Entre os artistas de maior sucesso no formato estavam Anita Baker e Luther Vandross, que atingiram o público do pop no início da década seguinte, e colocaram em ascensão o formato de rádio urban contemporary. Embora não seja tão leve e orientado para o pop quanto o som da Motown, o urban contemporary evitava conscientemente músicas mais ousadas ou inspiradas pelo blues, como o soul feito no sul dos Estados Unidos, que era tido como "negro demais". Como o próprio nome diz, visando atingir um público moderno e urbano, o formato foi abordado por artistas de grande sucesso, como Chaka Khan, The Commodores, Earth, Wind and Fire, Janet Jackson e Jeffrey Osborne, e até mesmo Phil Collins e David Bowie. No fim da década de 80 diversos artistas começaram a misturar o formato de vocais do R&B e os ritmos do hip hop, distanciando-se do urban contemporary e, ao mesmo tempo, empurrando-o para um som mais cru, que foi chamado de new jack swing.
A partir da década de 1990 diversos sucessos do urban contemporary dominaram as paradas de sucesso americanas. À medida que as paradas de música pop e de R&B/hip hop passaram a ser quase idênticas, diversas estações especializadas em outros gêneros musicais passaram a tocar faixas que eram populares apenas nas estações de urban contemporary. Hoje em o termo se refere à música que pode ser descrita como um cruzamento entre o rap e o R&B contemporâneo, que em alguns casos pode ser acompanhado com batidas dançantes. A colaboração entre artistas de gêneros diferentes forma o aspecto central da música urban. Alguns exemplos de destaque são "Crazy in Love", gravada por Beyoncé e Jay-Z, "Baby Boy", com de Beyoncé com Sean Paul, "Dilemma", do rapper Nelly com participação de Kelly Rowland, "Party" de Chris Brown e Usher, e "Yeah!", com Usher, Lil Jon e Ludacris.